# Катод
Катод (от гръцки κάθοδος (kathodos) – спускане, много надолу) е отрицателният полюс на източник на постоянен ток, или електродът на прибор, присъединен към отрицателния полюс на източника на ток. Идеята за името е на Майкъл Фарадей. Потенциалът на катода при работа на източника или този електрод в схемите с електронни прибори, винаги е по-нисък от потенциала на другия електрод с името анод.
От създателите на теорията и законите в електротехниката за движение на електрическия ток е приета посоката на движение на положителните заряди. Тези закони, обосновката и приложението им се използват и до днес. Исторически това се е наложило поради факта, че електроните като основни токоносители с отрицателна полярност са открити значително по-късно. На това се дължи „конфликтът“ – приетата теоретична посока на тока в една електрическа верига е обратна на посоката на движение на електроните като физически носители и създатели на този поток от наелектризирани частици.

## Катод в електрохимията
Англичанинът Джон Фредерик Даниел (1790 – 1845) конструира електрохимичен елемент мед-цинк, включва двата елемента, потопени съответно в меден сулфат и сярна киселина. Понастоящем този галваничен източник на електрически ток е известен с името Даниел-Якоби, с което се отразява и приносът на руския учен Якоби. При разглеждане на електрохимичните процеси, протичащи в галваничните елементи, се ползва химическа терминология, която внася различия с приетите понятия за положителен и отрицателен полюс на галванични източници на електрически ток:
- Електродът, на който протича окисление, се нарича анод. На анода йони на цинка преминават в електролита, а освободените им електрони остават на повърхността на цинковия електрод, като създават отрицателен потенциал. По тази причина поставения в електролита цинков електрод се разрушава. Потокът от неговите освободени електрони по проводника и консуматора създават електрическия ток в електрическата верига. Анодът е отрицателният извод на този галваничен елемент.
- Електродът, на който протича редукция, се нарича катод. На катода от мед медните йони получават чрез електрическата верига по два електрона и медта от медения сулфат (син камък) се редуцира в медни атоми, които се натрупват върху катода. Катодът е положителният извод на галваничния елемент. Чрез този електрохимичен процес придвижването на токоносители – електрони през свързващия проводник и включеният в него консуматор от анода към катода, е протичане на електрически ток.[4]

Това свойство намира приложение в електрохимията за електролитно рафиниране на метали. При електролиза на мед, никел и др. метали върху електрода – катод, се отлага очистен от примеси метал.

## Катодът при електронните прибори

### Катод във вакуумните електронни прибори
Във електронните прибори, работещи във вакуумна среда, катодът е електрод включен към най-ниския (отрицателен) потенциал за дадената електронна схема. Той е източник на свободни електрони в прибора в резултат на термоелектронната емисия, предизвикана от неговата отрицателната полярност и загряването му от отоплителната намотка. Конструктивно това се прави като в катодния електрод като цилиндър се вмества отоплителната намотка. Катодът като източник на електронен поток се използва и в електронно-лъчевите прибори като съществен елемент на т.нар. електронна пушка.

### Катодът на полупроводниковите прибори
Катодът на полупроводниковите прибори е електродът на диодите и тиристорите, свързан с отрицателния полюс на източника на ток. На това се основава и основната функция на тези прибори – да имат малко съпротивление и да пропускат електрически ток само при такава полярност. Положителният полюс на източника на ток се свързва към анода на прибора. При обратна полярност, приложена на електродите, тези полупроводникови прибори имат много голямо съпротивление и практически не са проводими за електрически ток за схемата, в която са включени.